# Bereitschaftsdienst
Bereitschaftsdienst (in der Schweiz auch Pikettdienst genannt) ist die Zeitspanne, während derer ein Arbeitnehmer, ohne dass er unmittelbar am Arbeitsplatz anwesend sein müsste, sich für Zwecke des Betriebes oder der Dienststelle an einer vom Arbeitgeber bestimmten Stelle innerhalb oder außerhalb des Betriebes aufzuhalten hat, damit er erforderlichenfalls seine volle Arbeitstätigkeit sofort oder bald aufnehmen kann.

## Formen von Bereitschaftsdiensten
- Arbeitsbereitschaft (Anwesenheitsbereitschaft; englisch readiness for work): Zeit minderer Arbeitsleistung innerhalb der regelmäßigen Arbeitszeit, in der der Arbeitnehmer sich zeitweise lediglich zum Eingreifen bereitzuhalten hat.
- Bereitschaftsdienst (Teil der Arbeitszeit, Sichbereithalten; englisch on-call service): Der Arbeitnehmer ist verpflichtet, sich auf Anordnung des Arbeitgebers außerhalb der vertraglich vereinbarten Arbeitszeit an einer vom Arbeitgeber bestimmten Stelle aufzuhalten, um im Bedarfsfall die Arbeit aufzunehmen. Mit dem Bereitschaftsdienst verwandt ist der Journaldienst mancher Ämter und Unternehmen, der allerdings am Dienstort eingerichtet ist. Er stellt in den Abendstunden oder an Wochenenden Fachpersonal für Notfälle oder dringende Anfragen bereit. Allerdings gelten Sonderregelungen bspw. in Krankenhäusern, wenn in erheblichem Umfang und regelmäßig Arbeitsbereitschaft oder Bereitschaftsdienst in die reguläre Arbeitszeit fällt. Dann darf die werktägliche Arbeitszeit laut § 7 Abs. 1 Nr. 1 ArbZG über zehn Stunden hinaus verlängert werden.
- Rufbereitschaft (Jourdienst; englisch stand-by): Der Arbeitnehmer ist verpflichtet, ständig seine Erreichbarkeit auf Anordnung des Arbeitgebers sicherzustellen, um auf Abruf die Arbeit aufzunehmen. Dabei kann der Arbeitnehmer seinen Aufenthaltsort selbst bestimmen, soweit dieser mit der Pflicht zur Arbeitsaufnahme verträglich ist. Durch Tarifverträge oder Betriebsvereinbarungen werden häufig die Modalitäten ausgestaltet, wie Vergütung, einzuhaltende Fristen bis zur Arbeitsaufnahme. Andernfalls gilt die individualrechtliche Ausgestaltung.

## Betroffene Organisationen und Berufsgruppen
Bereitschaftsdienste sind in allen Organisationen (Versorgungs-, Dienstleistungen) und Tätigkeitsfeldern notwendig, bei denen fehlende Leistungen zu länger anhaltenden Störungen oder zu Nachteilen für die Allgemeinheit oder wichtige Bereiche von Unternehmen führen würden. Sie werden unter anderem eingerichtet, um ständige Anwesenheits- und Nachtdienste zu verringern. Dadurch werden einerseits Kosten gespart, andererseits die Belastung des Personals verringert.
Bereitschaftsdienste in größerem Ausmaß sind insbesondere erforderlich
- bei Feuerwehr, Katastrophenschutz, SEG, Polizei, Justiz (Richter und Staatsanwälte) und Verkehrswesen,
- im Rettungsdienst, bei den niedergelassenen Ärzten, in allen Krankenhäusern und wichtigen Pflegediensten,
- Tierärztliche Versorgung und Amtstierärztlicher Seuchenschutz
- bei Energieversorgern, Trinkwasserversorgern und wichtigen Entsorgungsbetrieben
- in der kommerziellen Luftfahrt bei Piloten und bei Flugbegleitern
- bei der Eisenbahn
- in Unternehmensbereichen, wo längere Ausfälle gravierend wären (im IT-Bereich z. B. Server, Backup, zentrale Computeranlagen und Netzwerke; bei Betriebsschlossereien und EMSR z. B. Maschinenanlagen und Steuerungstechnik betreffend)
- in meteorologischen Wetterdiensten
- bei den Zeitdiensten und bei größeren oder automatischen Sternwarten
- bei Psychologischen Diensten (u. a. Telefonseelsorge)
- in Vergiftungszentralen
- bei Bestattungs- und bei größeren KFZ-Unternehmen
- bei Erziehern in Kinderheimen
- im Sicherheitsdienst
- in der Gebäudetechnik und als Hausmeister

## Rechtsfragen
Das Thema Bereitschaftsdienst berührt unterschiedliche Rechtsgebiete, wobei unterschiedliche Rechtsfragen aufgeworfen werden:
- Beim öffentlich-rechtlichen Arbeitsschutz die Frage, wie die Bereitschaftszeit bei der Berechnung von
  - Höchstarbeitszeiten und
  - Ruhezeiten zu berücksichtigen ist;
- beim Individualarbeitsrecht die Fragen,
  - ob der Arbeitnehmer überhaupt verpflichtet ist, Bereitschaftsdienst zu leisten und
  - ob bzw. in welcher Höhe die Bereitschaftszeit zu vergüten ist,
  - wie die im Arbeitsvertrag vereinbarte wöchentliche Arbeitszeit anzuwenden ist;
- beim Betriebsverfassungsrecht (bzw. Arbeitsrecht der Kirchen) die Frage,
  - welche Beteiligungsrechte der Betriebsrat (bzw. die Mitarbeitervertretung) besitzt.

## Situation in Deutschland

### Öffentlich-rechtlicher Arbeitsschutz
In dem viel beachteten Grundsatzurteil vom 3. Oktober 2000 („Simap-Entscheidung“) hat der Europäische Gerichtshof im Zusammenhang mit dem Bereitschaftsdienst spanischer Ärzte entschieden, dass die Bereitschaftszeit in Form der Anwesenheitsbereitschaft Arbeitszeit im Sinne des europäischen Arbeitszeitrechts ist. Danach ist die Bereitschaftszeit bei der Berechnung der zulässigen Höchstarbeitszeit voll zu berücksichtigen. Die Bereitschaftszeit ist insoweit keine Ruhezeit, selbst wenn die Arbeitsleistung des Bereitschafthabenden nicht in Anspruch genommen wird. Dagegen sind Zeiten, in denen lediglich Rufbereitschaft geleistet wird, nicht als Arbeitszeit in dem genannten Sinne anzusehen. Rufbereitschaft liegt aber nur dann vor, wenn lediglich in Ausnahmefällen Arbeit anfällt.
Die deutsche Rechtsprechung folgte diesem Urteil fast nicht und deutsche Gesetze wurden nicht geändert.
In dem Urteil in der Sache Jaeger bestätigte der EuGH am 9. September 2003 weiter, dass der Bereitschaftsdienst, den ein Arzt in Form persönlicher Anwesenheit im Krankenhaus leistet, nicht als Ruhezeit eingestuft werden darf, auch wenn es dem Betroffenen in Zeiten, in denen er nicht in Anspruch genommen wird, gestattet ist, sich an seiner Arbeitsstelle auszuruhen.
Seit dem 1. Januar 2004 gelten Bereitschaftszeiten in Deutschland als Arbeitszeiten, „wenn in die Arbeitszeit regelmäßig und in erheblichem Umfang Arbeitsbereitschaft oder Bereitschaftsdienst fällt“. Durch das Gesetz zu Reformen am Arbeitsmarkt wurde das deutsche Arbeitszeitgesetz geringfügig verändert.
Nach einem Urteil des Bundesarbeitsgerichts vom 29. Juni 2016 gilt für Zeiten des Bereitschaftsdienstes der Mindestlohn.

### Höchstarbeitszeiten und Mindestruhezeiten
Die tägliche Höchstarbeitszeit beträgt acht Stunden, sie kann auf zehn Stunden ausgeweitet werden, wenn sie im Durchschnitt acht Stunden nicht überschreitet (§ 3 ArbZG).
Wird Bereitschaftsdienst angeordnet, kann die Höchstarbeitszeit über zehn Stunden hinaus ausgeweitet werden. Die maximal zulässige Gesamtarbeitszeit ist dabei gesetzlich nicht geregelt, sie muss jedoch in einem Tarifvertrag begrenzt sein (§ 7 Abs. 1 Nr. 1 ArbZG). Hierbei dürfen allerdings maximal zehn Stunden Vollarbeitszeit sein, dies ergibt sich aus § 3 ArbZG. Es ist zu beachten, dass es sich bei der gesamten Arbeitszeit am Stück um einen individuellen Arbeitstag handelt, auch dann, wenn sich die Arbeitszeit über zwei Kalendertage erstreckt. Beispiel: Vollarbeit von 12 bis 20 Uhr (= 7,5 Stunden plus 30 Minuten Pause), danach Bereitschaft von 20 bis 8 Uhr, danach wieder Vollarbeit von 8 bis 12 Uhr. Diese Arbeitszeit wäre unzulässig, da an diesem Arbeitstag die Vollarbeit 11,5 Stunden betragen würde.
Die maximal zulässige Wochenarbeitszeit beträgt 48 Stunden im Durchschnitt eines 52-Wochen-Zeitraums (= 2496 Stunden in 52 Wochen). Bereitschaftsdienst ist hierbei zu 100 % zu berücksichtigen, egal wie hoch er bewertet ist und wie viel in Freizeit abgegolten bzw. ausbezahlt wird (§ 7 Abs. 8 ArbZG).
Die tägliche Mindestruhezeit beträgt elf Stunden (§ 5 Abs. 1 ArbZG), sie kann in bestimmten Fällen auf zehn Stunden verkürzt werden, wenn eine andere Ruhezeit auf zwölf Stunden verlängert wird (§ 5 Abs. 2 ArbZG). Aufgrund eines Tarifvertrages kann die Ruhezeit bis auf neun Stunden verkürzt werden, wenn ein entsprechender Ausgleich gewährt ist (§ 7 Abs. 1 Nr. 3 ArbZG).
Wird die Arbeitszeit durch Bereitschaftsdienst über zwölf Stunden hinaus verlängert, darf die Mindestruhezeit von elf Stunden nicht verkürzt werden (§ 7 Abs. 9 ArbZG).
Von diesen gesetzlichen Höchstarbeitszeiten und Mindestruhezeiten kann außerdem noch abgewichen werden, wenn der Arbeitnehmer sich schriftlich damit einverstanden erklärt hat (§ 7 Abs. 2a in Verbindung mit § 7 Abs. 7 ArbZG). In diesem Falle müssen die dann geltenden Höchstarbeitszeiten und Mindestruhezeiten in einem Tarifvertrag geregelt sein.

### Individualarbeitsrecht
Ein Arbeitnehmer kann aufgrund des Arbeitsvertrages, einer Betriebsvereinbarung oder eines Tarifvertrages verpflichtet sein, Bereitschaftsdienst zu leisten. Die Verpflichtung kann sich auch aus der Eigenart des Arbeitsverhältnisses ergeben, wenn danach Bereitschaftsdienste üblich sind, zum Beispiel bei Ärzten und Fernfahrern. Eine generelle Verpflichtung zum Bereitschaftsdienst gibt es jedoch nicht.
Ist der Arbeitnehmer zum Bereitschaftsdienst verpflichtet, richtet sich die Vergütung der inaktiven bzw. der aktiven Zeiten nach individueller oder kollektiver Vereinbarung. Eine Pauschalierung ist zulässig. Aus dem Umstand, dass die Bereitschaft arbeitsschutzrechtlich als Arbeitszeit anzusehen ist, folgt allein noch kein Vergütungsanspruch. Bereitschaftszeiten müssen nicht zwingend wie Vollarbeitszeiten vergütet werden. Eine Vereinbarung, dass Bereitschaft unentgeltlich zu leisten ist, kann aber wegen Sittenwidrigkeit nichtig sein. Fehlt es an einer Vergütungsvereinbarung, so ist eine Vergütung zu zahlen, wenn die Bereitschaft den Umständen nach nur gegen eine Vergütung zu erwarten ist (§ 612 Abs. 1 BGB). Das dürfte in der Regel zu bejahen sein. Die Höhe ist in diesem Falle nach einer gegebenen Taxe oder dem Üblichen zu bestimmen (§ 612 Abs. 2 BGB).

### Kollektives Arbeitsrecht
Beabsichtigt der Arbeitgeber Bereitschaftsdienste einzuführen, hat er nach deutschem Recht den Betriebsrat darüber zu unterrichten und sich mit ihm über die Auswirkungen auf die Arbeitnehmer zu beraten (§ 90 BetrVG). Der Betriebsrat hat darüber zu wachen, dass die zum Schutz der Arbeitnehmer geltenden Rechtsvorschriften beachtet und eingehalten werden.
Darüber hinaus unterliegen betriebliche Regelungen zu Bereitschaftsdiensten der Mitbestimmung des Betriebsrates, soweit sie Fragen der Ordnung im Betrieb, den Beginn und das Ende der täglichen Arbeitszeit und die Verteilung der Arbeitszeit auf die einzelnen Wochentage oder eine vorübergehende Verkürzung oder Verlängerung der betriebsüblichen Arbeitszeit betreffen (§ 87 Abs. 1 Satz 1 Nr. 1, 2 und 3 BetrVG).

## Situation in Österreich
Aufgrund des europäischen Rahmens ist die Situation derjenigen in Deutschland sehr ähnlich.
Zu den wichtigen Rechtsgrundlagen gehören:
- Das Arbeitsruhegesetz[13] (ARG)
- das Krankenanstalten-Arbeitszeitgesetz (KA-AZG ab Januar 2015) für im Krankenhauswesen Beschäftigte[14]

## Europäische Rahmenbedingungen
Basierend auf der Richtlinie 2003/88/EG über bestimmte Aspekte der Arbeitszeitgestaltung hatte der Europäische Gerichtshof (EuGH) in den genannten Urteilen Simap und Dr. Norbert Jaeger festgestellt, dass sowohl aktive als auch nicht aktive Bereitschaftszeit als Arbeitszeit zu rechnen ist, dass also ein die Anwesenheit am Arbeitsort erfordernder Bereitschaftsdienst nicht zur Ruhezeit, sondern zur Arbeitszeit zählt.
2006 waren Bemühungen um einen Kompromiss zu einer Änderung der Arbeitszeitrichtlinie, die vor allem bezüglich der Opt-out-Regelungen diskutiert worden war, gescheitert. In diesem Zusammenhang hatte Wirtschaftsminister und EU-Ratsvorsitzender Martin Bartenstein darauf hingewiesen, dass (Stand: 2006) drei Viertel der EU-Mitgliedstaaten, inklusive Österreich, die bestehende Arbeitszeitrichtlinie laut EuGH-Rechtsprechung verletzten. Am 9. Juni 2008 einigte sich der europäische Ministerrat auf eine Änderung der Richtlinie. Sie tritt nur dann in Kraft, wenn das europäische Parlament ihr zustimmt. Es bestünde dann auf europäischer Ebene eine Basis dafür, zwischen aktiven und inaktiven Phasen zu unterscheiden, so dass Bereitschaftsdienste nicht mehr notwendig voll als Arbeitszeit gewertet werden müssten. Die Wochenarbeitszeit soll zwar grundsätzlich auf 48 Stunden beschränkt sein, aber es sollen Ausnahmen vorgesehen werden. So soll für den einzelnen Arbeitnehmer eine Obergrenze von 60 Stunden vorgesehen werden, aber Wochenarbeitszeiten bis zu 65 Stunden sollen möglich sein, sofern ein Teil davon als Bereitschaftsdienst in Form „aktiver Bereitschaftszeit“ geleistet wird.
Europäische Richtlinien haben allerdings nur mittelbar, über eine Umsetzung in nationales Recht, eine Wirkung auf die Rechtslage in den Mitgliedstaaten. Bundesgesundheitsministerin Ulla Schmidt erklärte, für deutsche Ärzte und andere Beschäftigte ändere sich unmittelbar nichts. Der Marburger Bund kündigte Widerstand gegen die neue Richtlinie an.